# Miłosz Hebda
Miłosz Hebda est un joueur polonais de volley-ball né le 11 mars 1991 à Nowy Sącz (voïvodie de Petite-Pologne). Il mesure 2,08 m et joue attaquant. Il est international polonais.

## Clubs
| Club            | De        | À         |
| --------------- | --------- | --------- |
| Skra Bełchatów  | 2009-2010 | 2009-2010 |
| AZS Częstochowa | 2010-2011 | ...       |

## Palmarès
- Championnat du monde des clubs
  - Finaliste : 2010
- Challenge Cup (1)
  - Vainqueur : 2012
- Championnat de Pologne (1)
  - Vainqueur : 2010